# Akvadukt Vanvitelli
Akvadukt Vanvitelli je akvadukt v Itálii s 528 m dlouhým a 55 m vysokým cihlovým mostem asi 35 km severně od Neapole. Byl postaven pro dodávku vody do paláce Caserta a San Leucia. Stavba začala v roce 1753 a byla dokončena v roce 1762.
V roce 1997 byl spolu s královským palácem Casertou a komplexem San Leucio zařazen mezi kulturní památky světového dědictví.